# Fondo oral Mujeres del 36
El fondo oral llamado “Dones del 36” (Mujeres del 36) del Archivo Histórico de la Ciudad de Barcelona (AHCB) es una colección de nueve biografías orales de mujeres que vivieron durante la Segunda República y la guerra civil española. El testimonio fue recogido el año 1997 y donado al AHCB un año más tarde. Las entrevistas, que se encuentran transcritas y digitalizadas, fueron realizadas por la historiadora Mercedes Vilanova y la antropóloga Mercedes Fernández-Martorell.

## Las mujeres entrevistadas
- Victoria Carrasco Peñalver (1917-2003), nacida en Torres de la Alameda (Madrid), durante la guerra se afilió a las Juventudes Socialistas Unificadas (JSU). Fue condenada a treinta años de prisión y, en 1946, le fue conmutada la pena. Ya en libertad, militó en el Partido Comunista de España.
- Carmen Casas Godessart (1921-2013), nacida en Alcalá de Gurrea (Huesca), en 1936 se incorporó a las JSU de Lérida, donde se había trasladado a causa del trabajo de su padre. Cursó sus estudios en Manresa y de allí fue evacuada a Barcelona. Exiliada en Francia, durante la Segunda Guerra Mundial fue enviada a un campo de concentración.
- Rosa Cremón Parra (1914-2005), nacida en Villaverde (Madrid), vivió en Francia antes de la guerra. En 1936 entró en España y fue destinada a los hospitales de las Brigadas Internacionales. Acusada y detenida dos veces, en 1955 consiguió la libertad definitiva.
- Trinidad Gallego Prieto (1913-2011) nació en Madrid y muy pronto ingresó en el Partido Comunista de España. Fue condenada a prisión junto con su madre y su abuela, donde estuvo siete años; a la salida, fue desterrada a Barcelona.
- Enriqueta Gallinat i Roman (1909-2006), nacida en Barcelona, fue la secretaria del último alcalde republicano de la ciudad de Barcelona, Hilari Salvadó i Castell. Militante de Esquerra Republicana de Catalunya desde el año 1931, una vez acabada la guerra se exilió en Francia con su marido, Enric Tubau, y colaboró con la resistencia francesa.
- Concha  Pérez Collado (1915-2014), nacida en el barrio de Les Corts de Barcelona, se afilió al sindicato CNT en el año 1931. Durante la guerra civil participó en la contienda en la columna Ortiz en Aragón, cruzó la frontera hacia Francia y, al llegar los alemanes, fue internada en el campo de Argeles-sur-Mer.
- Manuela Rodríguez Lázaro (1917-2010) nació en Bilbao y pronto ingresó en las JSU. Durante la guerra civil luchó en el frente de Somosierra, y al final del conflicto la encarcelaron en Alicante, donde tuvo a su primer hijo. Finalmente huyeron a Barcelona junto con su compañero, Desiderio Babiano.
- María Salvo Iborra (1920) nació en Sabadell y en 1936 ingresó en las JSU. En 1939, con la derrota de la República, marchó al exilio. Pero al comenzar la Segunda Guerra Mundial la gendarmería francesa la entregó a la Guardia Civil. Condenada a treinta años de prisión, cumplió dieciséis en diversas prisiones franquistas; cuando salió, fue desterrada a Santander.
- Pilar Santiago Bilbao (1914-1998) nació en Barruelo (Palencia), pero muy pronto se trasladó a vivir al barrio de San Andrés de Palomar de Barcelona. Afiliada al Bloque Obrero y Campesino, durante la guerra civil participó en la rama femenina del POUM y en actividades de propaganda del partido. Desde Francia se exilió a México con su segundo marido, Rafael Trueta.

## Asociación Las Mujeres del 36
Todas ellas, menos Pilar Santiago, fueron las fundadoras de la Asociación Mujeres del 36 (en catalán: Associació Les Dones del 36) que, desde su inicio en 1997 hasta su disolución en 2006, intentó recuperar la memoria histórica de lo que significó la guerra del 1936-1939 y la postguerra franquista: exilio, prisión, lucha clandestina, campos de concentración, siempre desde la vertiente femenina. Enriqueta Gallinat y Maria Salvo también formaron parte del proyecto llamado Presó de Dones de les Corts 1939-1955 (Prisión de Mujeres de les Corts 1939-1955), impulsado por el Memorial Democrático de Cataluña.

## Contenido
Esta colección es doblemente valiosa ya que cada entrevistada lo es por partida doble. Desde la mirada de la historia, tratando temas como la Segunda República, los Ateneos, el paso por las prisiones, las checas, la vida en los campos de concentración (Argeles, Sant Cebrià), el exilio y la represión franquista. Y desde la perspectiva de la antropología, cuando recoge aspectos de la vida cotidiana y temas relacionados con la condición de la mujer, como la vida familiar, la sexualidad y las actividades laborales y profesionales. Como dice Isabel Olesti “Son mujeres excepcionales que trabajaron siempre en la sombra y que nunca han tenido un reconocimiento hasta ahora, que comienza a despertar la memoria histórica de un tiempo que nos han querido silenciar”.